# Станц, Дэниел Эллиот
Дэниел Эллиот Станц (англ. Daniel Elliot Stuntz; 1909—1983) — американский миколог.

## Биография
Дэниел Эллиот Станц родился 15 марта 1909 года в Милфорде — небольшом пригороде Цинциннати штата Огайо, в семье Чонси Ричардза Станца и Эвелин Эллиот Станц. Осенью 1931 года Станц поступил в Вашингтонский университет. В 1935 году Вашингтонский университет присвоил ему степень бакалавра наук. Через пять лет Станц получил степень доктора философии в Йельском университете. После 18 лет преподавания в Вашингтоне Станц стал профессором ботаники. Он скоропостижно скончался 5 марта 1983 года.
Станц принимал участие в создании гербария Вашингтонского университета.

## Роды и виды грибов, названные в честь Д. Э. Станца
- Destuntzia Fogel & Trappe, 1985
- Cortinarius stuntzii S.A.Rehner & Ammirati, 1989
- Inocybe stuntzii Grund, 1975
- Peziza stuntzii Trappe, 1979
- Psathyrella stuntzii A.H.Sm., 1972
- Psilocybe stuntzii Guzmán & J.Ott, 1977
- Ramaria stuntzii Marr, 1973
- Resupinatus stuntzii Lib.-Barnes & Largent 1981, nom. inval.
- Russula stuntzii Grund, 1979
- Tulostoma stuntzii D.M.Oliver & Hosford, 1979